# Frontera entre Guatemala y El Salvador
La frontera entre Guatemala y El Salvador es una frontera administrativa situada al oeste de El Salvador y al este de Guatemala. En dirección nordeste-suroeste, separa los departamentos salvadoreños de Ahuachapán y Santa Ana de los departamentos guatemaltecos de Chiquimula y Jutiapa.

## Trazado

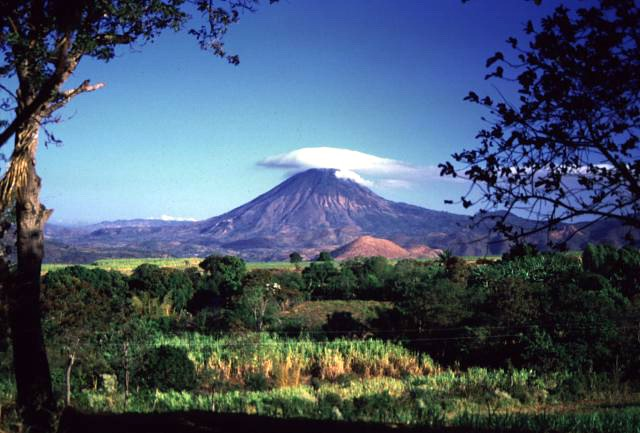
Volcán Chingo, situado en la frontera entre El Salvador y Guatemala.

De norte a sur, empieza en el trifinio de los dos países con Honduras, cerca del pico Monte Cristo al parque nacional de Los Volcanes (El Salvador), que se extiende al suroeste por la costa del océano Pacífico, después de la desembocadura del río Paz. En medio de la frontera se ubica el estratovolcán Chingo.

## Historia
Fue creada entre 1841, cuando El Salvador se separó de Guatemala para juntarse con Honduras y Nicaragua, y fue confirmada por la independencia salvadoreña 1856.